# Hintersee (Vorpommern)
Hintersee ist eine Gemeinde im Landkreis Vorpommern-Greifswald in Mecklenburg-Vorpommern an der deutsch-polnischen Grenze. Sie wird vom Amt Am Stettiner Haff mit Sitz in Eggesin verwaltet.

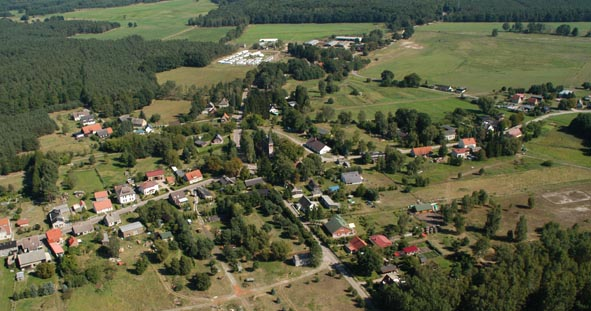
Luftbild

## Geografie
Hintersee liegt im äußersten Osten Vorpommerns. Mit hinter dem See ist der (abgelassene) ehemalige Ahlbecker See – heute das Naturschutzgebiet Seegrund – gemeint. Inmitten der Ueckermünder Heide ist Hintersee von einer wald- und wasserreichen Landschaft umgeben. Bis zum Stettiner Haff sind es neun Kilometer. Die nächste Stadt (Eggesin) ist 15 km entfernt, die Stadt Pasewalk 22 km. Nördlich der Gemeinde liegen der Neuwarper See und das Stettiner Haff, östlich der Große Mützelburger See. Durch seine Fennlandschaft besitzt das Gebiet eine vielfältige Flora und Fauna.
Umgeben wird Hintersee von den Nachbargemeinden Luckow im Norden, Nowe Warpno im Osten, Blankensee im Süden, Rothenklempenow im Südwesten, Eggesin im Westen sowie Ahlbeck im Nordwesten.
Zu Hintersee gehört der Ortsteil Zopfenbeck.

## Geschichte
Im Gebiet der Ueckermünder Heide wurde im 17. Jahrhundert Teer gebrannt und Holzkohle geschwelt. Ausgangspunkt der Entwicklung Hintersees war der heutige Ortsteil Zopfenbeck, in dem bis 1940 noch Kohlenschwelerei betrieben wurde. Dieser Ort wurde 1743 als Kolonie am Südufer des damaligen Ahlbecker Sees angelegt. Mit der Trockenlegung weiterer Sumpfflächen und dem Ablassen des Sees in die Randow sowie über den Teufelsgraben in den Neuwarper See entstand langsam das langgezogene Dorf Hintersee. Die Bewohner lebten traditionell von der Holzverarbeitung und der Landwirtschaft. Anfang des 20. Jahrhunderts entwickelte sich die Wirtschaft in Hintersee mit dem Anschluss an das Eisenbahnnetz – ein Sägewerk und eine Molkerei wurden errichtet. Ein Sportverein wurde gegründet, der Radsport-Club 1906 „Frisch Auf“. Heute künden einige Fachwerkhäuser von dieser Gründerzeit.
Um das Jahr 1930 hatte die Gemarkung der Gemeinde Hintersee eine Flächengröße von 3,9 km², und auf dem Gemeindegebiet standen zusammen 130 Wohnhäuser an vier verschiedenen Wohnorten:
1. Forsthaus Entepöl (heute polnisch Dobieszczyn)
2. Forsthaus Zopfenbeck
3. Hintersee
4. Riether Neuhaus

Im Jahr 1925 hatte die Gemeinde Hintersee 850 Einwohner, die auf 217 Haushaltungen verteilt waren.
Durch die Grenzziehung 1945 verlief die Bahnstrecke Stettin–Neuwarp teils auf polnischer, teils auf deutscher Seite. Der deutsche Anteil wurde als Reparation in die Sowjetunion verbracht.
Die Einwohnerzahl ist seit 1990 – wie in Vorpommern insgesamt – rückläufig.
Bis 1945 gehörte auch der Wohnort Forsthaus Entepöl zur Gemeinde Hintersee. Nach dem Zweiten Weltkrieg lag Forsthaus Entepöl auf polnischem Gebiet und wurde in Dobieszczyn umbenannt.
Entwicklung der Einwohnerzahl
- 1862: 816, darunter ein Katholik und fünf Juden[3]
- 1925: 850, darunter drei Katholiken[2]
- 2011: 353

## Politik

### Gemeindevertretung und Bürgermeister
Der Gemeinderat besteht (inkl. Bürgermeister) aus 6 Mitgliedern. Die Wahl zum Gemeinderat am 26. Mai 2019 hatte folgende Ergebnisse:
| Partei/Bewerber         | Prozent | Sitze |
| ----------------------- | ------- | ----- |
| Einzelbewerber Ziegfeld | 24,72   | 1     |
| Einzelbewerberin Zielke | 19,29   | 1     |
| Einzelbewerberin Burget | 15,54   | 1     |
| Einzelbewerber Ehrke    | 15,36   | 1     |
| Einzelbewerber Rohleder | 11,05   | 1     |

Bürgermeister der Gemeinde ist Wolfgang Urbanek, er wurde mit 71,67 % der Stimmen gewählt.

### Wappen, Flagge, Dienstsiegel
Die Gemeinde verfügt über kein amtlich genehmigtes Hoheitszeichen, weder Wappen noch Flagge. Als Dienstsiegel wird das kleine Landessiegel mit dem Wappenbild des Landesteils Vorpommern geführt. Es zeigt einen aufgerichteten Greifen mit aufgeworfenem Schweif und der Umschrift „GEMEINDE HINTERSEE“.

## Wirtschaft und Infrastruktur

### Ansässige Unternehmen
Zu den heute ansässigen Firmen zählen ein Baugeschäft, eine Bau- und Kupferklempnerei, ein Fuhrunternehmen, ein Betrieb für Sanitärtechnik und Heizungsbau, eine Tischlerei und das Landgut Seegrund.

### Kultur und Sehenswürdigkeiten
- In der Ueckermünder Heide befinden sich in der Nähe des Dorfs an der Straße von Ueckermünde nach Stettin das sogenannte Barnimskreuz und ein Gedenkstein. Die beiden Denkmäler stehen an der Stelle, an der Barnim II. nach der Sage 1295 von dem Ritter Vidanz Muckerwitz aus Vogelsang erstochen worden sein soll.[6][7]
- Am Wanderweg in Ludwigshof entlang der ehemaligen Bahnstrecke wurden Holzplastiken aufgestellt, die auf einem Holzbildhauersymposium des Kulturwerkes Vorpommern-Ueckermünde e. V. entstanden.
- Der Maler und Grafiker Klaus Parche betrieb bis 2007 eine Galerie in Hintersee. Heute sind seine Bilder in Ueckermünde zu sehen. Die Alte Galerie ist heute privat bewohnt.
- Im örtlichen Sportverein „Frisch Auf“ 1906 Hintersee e. V. stehen unter anderem Kunstradfahren, Volleyball, Radsport und Kegeln auf dem Programm.
- Das traditionelle Hinterseer Volkssportfest zu Pfingsten (inklusive des Einzelzeitfahrens über ca. 17 km am Pfingstmontag) ist ein sportlicher Höhepunkt in der Region mit zahlreichen Teilnehmern.

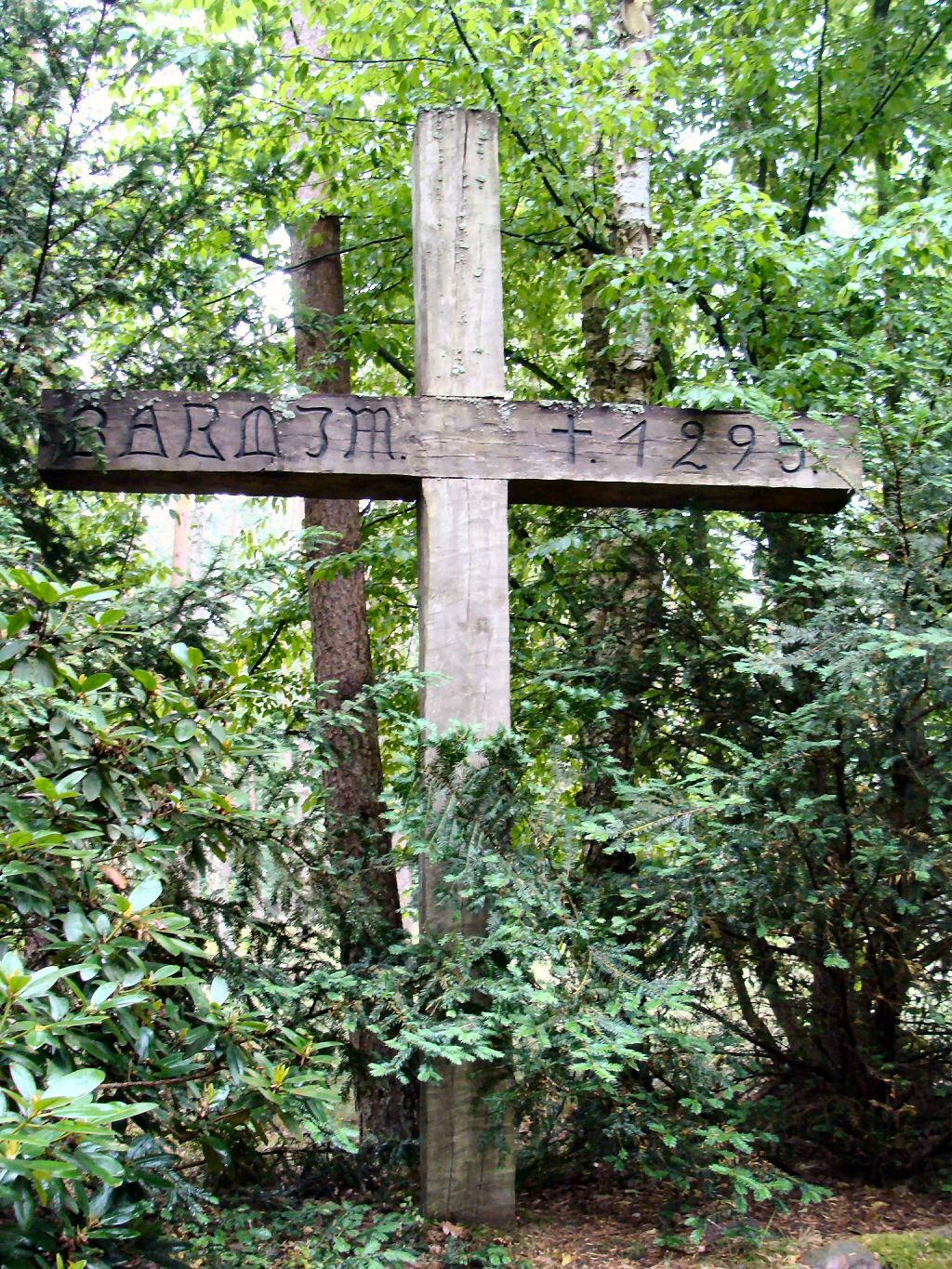
Holzkreuz, vermutliche Tötungsstelle Herzog Barnim II. 1295
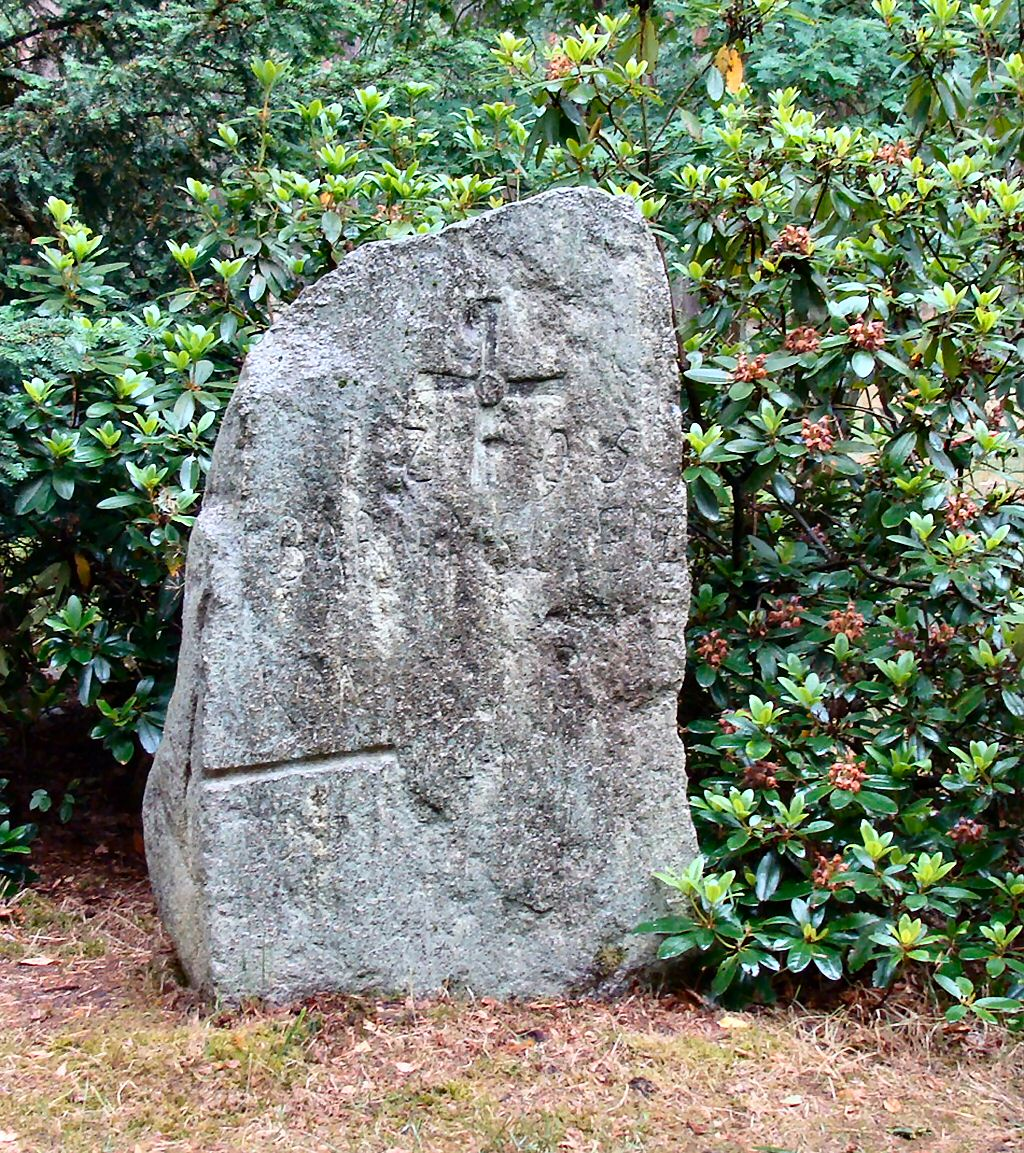
Gedenkstein zum 500. Jahrestag an gleicher Stelle

### Dorfkirche

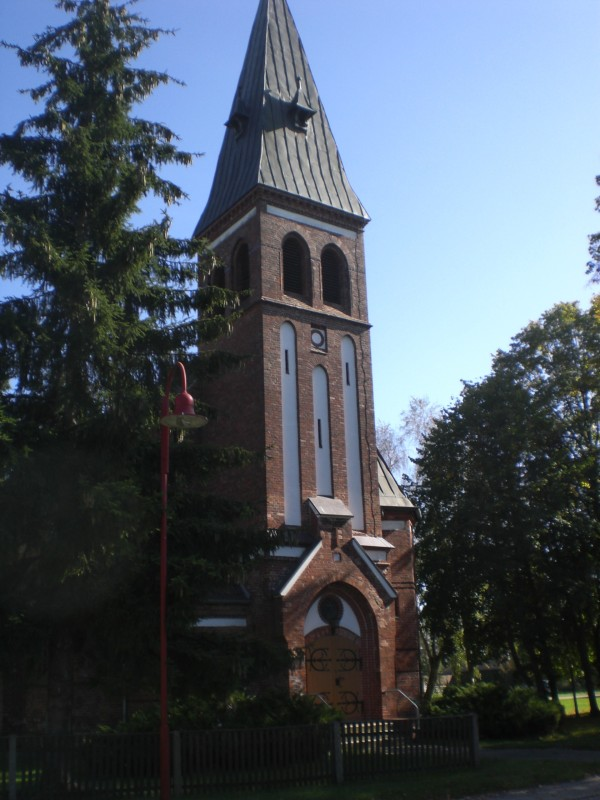
St.-Johannes-Kirche in Hintersee

Die St. Johanneskirche in Hintersee wurde 1899 fertiggestellt. Am Bauplatz stand vorher eine alte Fachwerkscheune, die mit Rollen versehen und versetzt wurde – ein bemerkenswerter Vorgang zur damaligen Zeit. Die Scheune steht heute noch. Die Kirche ist ein neogotischer Bau mit einem schlanken Turm. 1985 und 1990 wurden Sanierungsarbeiten durchgeführt (Chorraum, Kupferdach).

## Verkehrsanbindung
Aus westlicher Richtung kommend, fährt man über Eggesin oder Ueckermünde – Luckow, Ahlbeck und Gegensee. Die nördliche Strecke über Ludwigshof besteht aus Kopfsteinpflaster. Die Straße aus Süden (von Löcknitz), die ab Rothenklempenow am Anfang der 1990er Jahre ähnlich der Ludwigshofer Strecke aus einer Mischung von Sand, Kopfsteinen und großen Schlaglöchern bestand, wurde inzwischen auch mit den Ortsdurchfahrten (2013) in Grünhof und Glashütte neu gebaut. Gleichzeitig entstand ein straßenbegleitender Radweg bis Grünhof. Über den 1992 angelegten und im Juni 2008 geöffneten Pkw-Grenzübergang von Hintersee (L 28) nach Dobieszczyn (Forsthaus Entepöl) auf polnischer Seite ist die Innenstadt von Szczecin (Stettin) über Tanowo (Falkenwalde) in 30 Minuten zu erreichen. Diese Strecke wird auch mit einer öffentlichen Buslinie bedient.